# Judit Neddermann

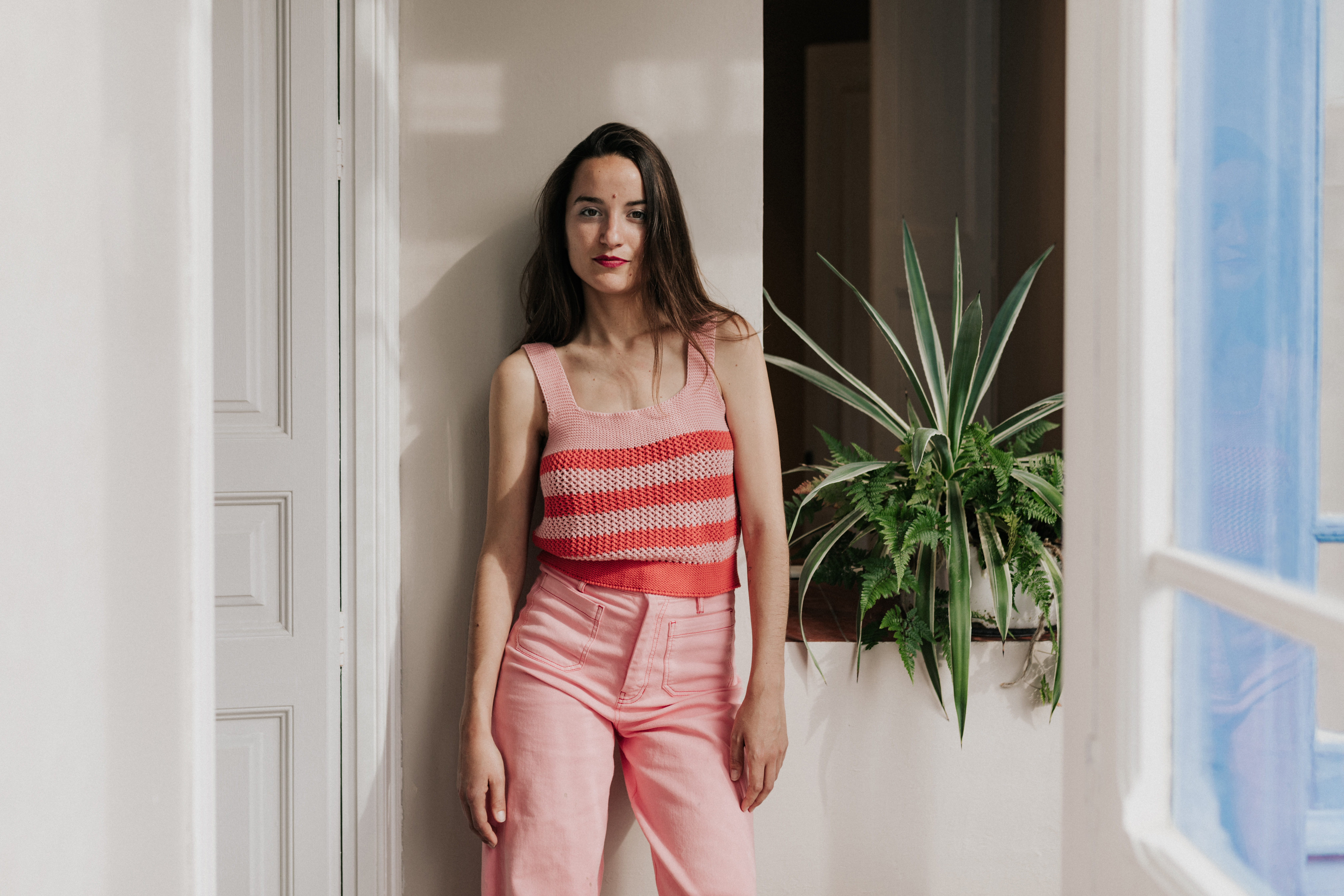
Judit Neddermann (2023)

Judit Neddermann  (* 27. März 1991 in Vilassar de Mar) ist eine spanische Singer-Songwriterin und Gitarristin. 

## Leben und Wirken
Neddermann stammt aus einer Musikerfamilie. Nach einer Ausbildung an der Aula de Música de Vilassar de Mar studierte sie klassische Gitarre am Conservatori Municipal de Música de Barcelona. An der Taller de Músics in Barcelona absolvierte sie ein Aufbaustudium in Jazzgesang und moderner Musik.
Seit 2009 war Neddermann die Sängerin der Gramophone Allstars unter der Leitung von Genís Bou, mit denen sie fünf Alben aufnahm. Weiterhin sang sie in den Projekten Coetus, Verde y Azul, We Sing Wayne Shorter und Canciones de la verdad oculta.
Neddermanns Debütalbum Tot el que he vist (Temps Record 2014) erhielt den „Premi Descobertes“ des Festivals Strenes. 2016 veröffentlichte sie ihr zweites Album mit dem Titel Un segon mit überwiegend eigenen Liedern; das dort enthaltene Lied „Mireia“ wurde 2017 mit dem Premi Enderrock in der Kategorie „bestes Autorenlied“ ausgezeichnet. 2018 erschien ihr drittes Album Nua. Ihr dort enthaltenes Lied No volem plus cops, in dem sie die Brutalität der Polizei anprangerte, erhielt im selben Jahr den Cerverí Award.
Zwei weitere Alben unter eigenem Namen folgten, die sie auch international in Mexiko, Argentinien und Uruguay vorstellte. Mit dem Streichquartett Brossa veröffentlichte sie 2014 eine katalanische Version der Winterreise von Franz Schubert, mit ihrer Schwester Meritxell Neddermann 2019 das Album Present.
Marek Niedźwiecki beteiligte Nedddermann an mehreren Alben seines Smooth Jazz Cafe. Weiterhin arbeitete sie mit Alejandro Sanz und mit der Pianistin Clara Peya. 2022 erhielt sie einen Max Award für die Musik des Theaterstücks Canto jo i la muntanya balla in der Inszenierung von Guillem Albà und Joan Arqué.

## Diskographie (Auswahl)
- Tot el que he vist (Temps Record, 2014)
- Un segon (Satélite K, 2016)
- Nua (Satélite K, 2018)
- Aire (Universal Music / Música Global, 2021)
- LAR (Universal Music / Música Global, 2023)